# 崔致遠
崔 致遠（さい ちえん、朝鮮語: 최치원、858年 - ?）は、新羅末の文人。字は海夫、号は孤雲、海雲。慶州崔氏の始祖。

## 生涯
868年、12歳のとき商船により唐に留学した。874年に科挙に及第。まもなく黄巣の乱が起こると、高駢の黄巣討伐軍に参加しすぐれた檄文や上奏文を書いて文名をあげた。884年、国信使として新羅に帰国すると「侍読兼翰林学士・守兵部侍郎・知瑞書監」に任ぜられたが、理想を果たすことができなかったために都を出て大山郡（忠清南道扶余郡鴻山面）や富城郡（忠清南道瑞山市瑞山邑）の太守を経た。新羅末期の乱世にあって志を進めることができず却って咎められることが多く、不遇を嘆いて官を辞した。その後は山林の麓や海浜を流浪し、高台を作ったり植林をしながら気の向くままに書籍を読み風景を詩に詠んだりしてすごした。晩年は海印寺（慶尚南道陜川郡伽耶面）に隠棲したと言われる。
多くの優れた漢文、漢詩を残し、高麗の顕宗14年（1023年）には文昌侯に追封され、李氏朝鮮時代に朝鮮漢文学の祖として孔子を祀る文廟に合祀された。
釜山の観光地である海雲台の名は、崔致遠が立ち寄って景観を眺めるために展望台を築いたことに由来する。崔承祐、崔彦撝とともに「一代三崔（일대삼최）」と並び称された。

## 崔致遠の渤海に対する認識
897年に唐に対して渤海の大封裔が渤海の席次を新羅より上位にすることを要請したが、唐が不許可にしたことを感謝して、崔致遠が執筆し、新羅王である孝恭王から唐皇帝である昭宗に宛てた公式な国書である『謝不許北国居上表』には「渤海を建国した大祚栄は高句麗領内に居住していた粟末靺鞨人であり、渤海は高句麗領内に居住していた粟末靺鞨人によって建国された」と記録されている。『謝不許北国居上表』は、渤海が存在していた同時代の史料であり、また新羅王から唐皇帝へ宛てた公式な国書であることから史料的価値が極めて高い第一等史料とされる。

## 著作
新羅に帰国後に自ら編纂した詩文集である『桂苑筆耕集』20巻（886年成書）がある。この書物は中国にも伝わったらしく、『新唐書』芸文志に記載されている。現存する朝鮮最古の文集であるのみならず、唐末の混乱を伝え、中国史上も重要な書物である。
- 『桂苑筆耕集』。（国立国会図書館デジタルコレクション）
- 『桂苑筆耕集校注』20巻（中華書局、2007年） ISBN 978-7-101-05321-0　　党銀平校注